# Gian Battista Rini
Gian Battista Rini (Salò, 17 februari 1795 – aldaar, 29 november 1856) was een Italiaans chirurg in het koninkrijk Lombardije-Venetië, dat behoorde tot de Oostenrijkse Habsburgers. Rini was anatoom in het ziekenhuis van Salò, waar hij lijken balsemde voor onderzoek. 
In Italië is hij bekend als de ‘pietrificatore di Salò’ of diegene die lijken versteende in Salò.

## Levensloop

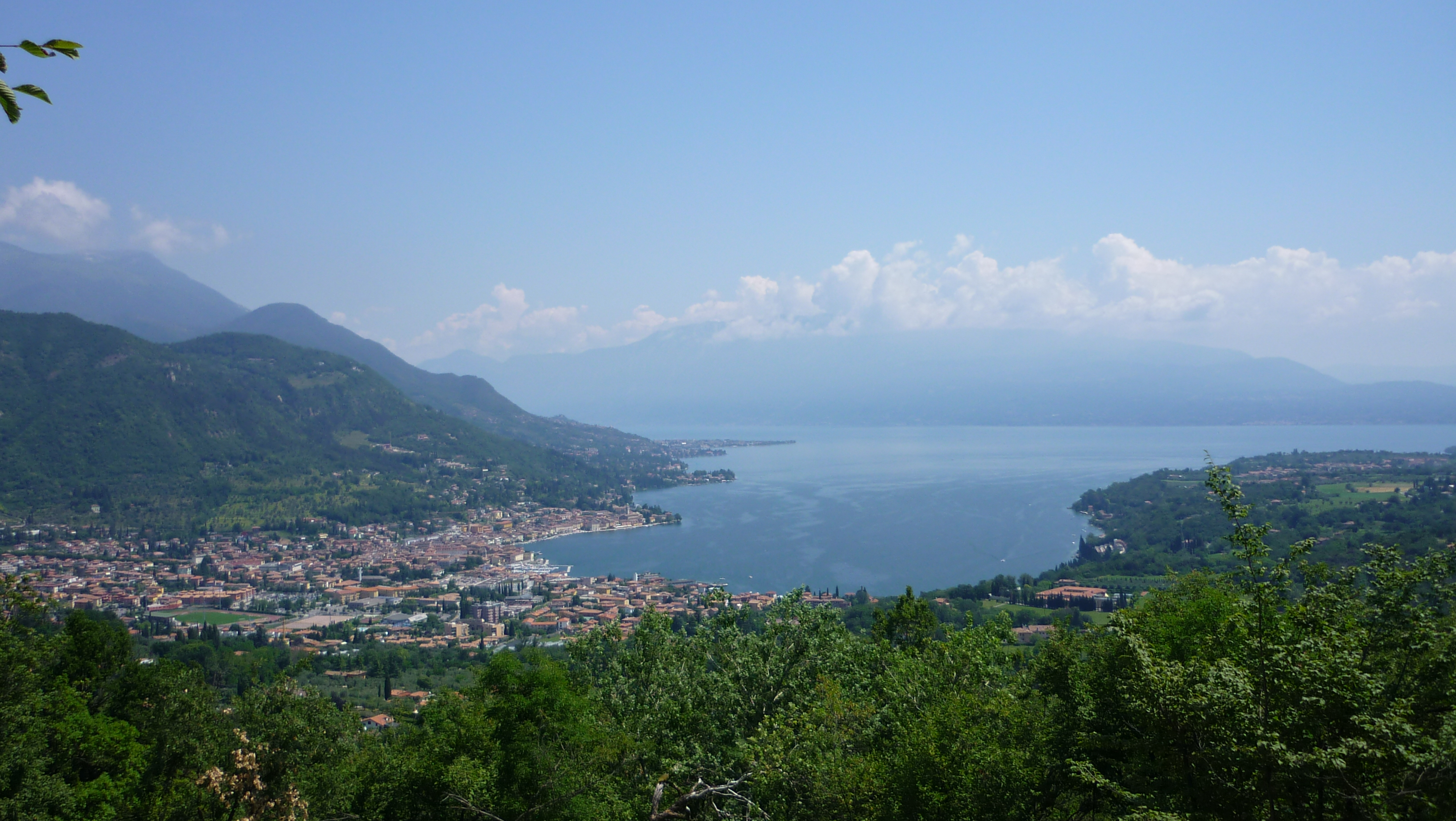
Salò, nabij Brescia in Noord-Italië

Rini werd geboren in Salò, in Lombardije. Zijn familie was afkomstig uit Istrië. Rini studeerde voor arts aan de universiteit van Padua, in het koninkrijk Lombardije-Venetië. Hij werkte enkele jaren als chirurg in een ziekenhuis in Milaan. 
Hij keerde naar zijn geboortedorp Salò terug. In het ziekenhuis kreeg hij een zaal voor anatomisch onderzoek. Hij legde zich toe op de mummificeringstechniek van Girolamo Segato, zijn voorganger. Rini gebruikte niet alleen gestorvenen van het ziekenhuis maar ook terechtgestelde misdadigers.
Net zoals Segato heeft Rini nooit gepubliceerd hoe hij lijken behandelde om tot anatomische stukken te komen die er versteend uitzagen. Later hebben wetenschappers kunnen afleiden dat Rini de lijken behandelde met een mengsel van kwik en andere zware metalen. Een radiologische studie in 2012 gaf aan dat Rini een andere techniek gebruikte naargelang het ging om een orgaan, vaatstructuren of huid te bewaren.
Zijn anatomische stukken zijn hoofdzakelijk bustes. Deze zijn bewaard in Salò, alsook in het Desenzano-ziekenhuis van Brescia, de stad in de nabijheid. 